# 津川友美
津川 友美（つがわ ともみ、1976年6月14日 - ）は、大阪府寝屋川市出身の女優。血液型はB型。ヤザ・パパ所属。
元夫は俳優の山崎銀之丞。

## 来歴・人物
1993年4月大阪パフォーマンスドールでアイドルとして芸能界にデビューする。大阪パフォーマンスドールには1994年3月まで在籍した。
その後、TBS系『関口宏の東京フレンドパークII』の従業員（アシスタント）などで出演。
日本テレビ系列の「Girls×2」で、MAXらと共演。同番組出演者の中では年長だった事もあり、「津川姉さん」と呼ばれていた。
2001年、日本テレビ『進ぬ!電波少年』の企画の一つで「15少女漂流記」に参加し、無人島でのサバイバル生活を約4ヶ月送り、手作りのいかだで島を脱出した8人のうちの1人となった（詳しくは、8/15の項目も参照）。
2004年よりテグレット社の企画で「崖っぷち女優」として携帯メールによる日記公開。生活の様子から女優としての悩みなどを赤裸々に語っている。
2004年5月から2005年4月まで京都三条ラジオカフェで『遅咲きの花』という番組を持つ。
2005年1月から沖縄テレビ放送の『Day Breaker』に出演。6月には柴田豪子作のインターネット公開小説連動ドラマ「キャッチ・ミー」の舞台出演をするなど、テレビや舞台で活躍している。
15少女漂流記で共に生活をした縁で森三中の黒沢かずこと仲が良い。
2009年4月自身のブログで結婚を発表。妊娠中であることも明らかにした。同年5月1日に男児を出産。
2022年6月に山崎と協議離婚。同年、女優業も15年ぶりに復帰。

## 所属事務所経歴
- オフィスマイティーーヤザ・パパ（2009年頃まで）

## 出演

### 映画
- ガラスの脳（2001年、日活）

### テレビドラマ
- 野々山家の人々（1994年、TBS）
- 野々山家の人々 RETURN（1995年、TBS）
- 闇のパープル・アイ 第3話「幽霊学園の恐怖!!」（1996年7月15日、テレビ朝日） - いとうみさき 役
- 新幹線'97恋物語（1997年、TBS）
- 月曜ドラマスペシャル ご存じ!サウナの玉三郎2!!（1997年11月3日、TBS）
- うしろの百太郎 （1997年、テレビ東京）
- LOVE&PEACE（1998年、日本テレビ）
- 元禄繚乱（1999年、NHK）
- 救命病棟24時 第1シリーズ（1999年、フジテレビ）
- 幸せ咲いた〜結婚相談所物語〜（2003年、東海テレビ） - 若山美穂 役
- 海猿2 炎の海に挑む海上保安官物語（2003年8月18日、BShi）
- 浅見光彦シリーズ 崇徳伝説殺人事件（2005年3月14日、TBS） - 小沢滋美 役
- 女系家族（2005年、TBS）
- 再婚一直線!（2008年、TBS） - ネイリスト 役

### WEBドラマ
- シェア友（2004年） - 津川友美 役

### テレビ番組
- 関口宏の東京フレンドパークII（1997年4月 - 1999年3月、TBS） - アシスタント
- 晴れたらイイねッ!（1998年2月7・14日フジテレビ）
- グルメな冒険 お願い!リストランテ（テレビ朝日）
- 恋するアミパラ（1998年10月 - 1999年3月、テレビ朝日）
- ガールズ・ガールズ（1999年、日本テレビ） - レギュラー
- 走れ!ガリバーくん（関西テレビ） - 273号
- 新・真夜中の王国（2000年、BS2） - 水曜日キャスター
- 進ぬ!電波少年（2001年、日本テレビ） - 15少女漂流記
- りえむら（2005年3月18日、関西テレビ）

### ラジオ番組
- おしゃべりランド（1997年10月 - 1999年4月、MBSラジオ）
- オレたちXXXやってま〜すNEXT 金曜日2部（2000年10月 - 2001年3月、MBSラジオ）
- オレたちもっとやってま〜す（水曜日：2001年4月 - 9月 / 木曜日：2001年10月 - 2002年3月、MBSラジオ）
- オレたちやってま〜す DonDoko班（2002年4月 - 9月、MBSラジオ） - コーナー出演
- へっぷしょんファイブ（2002年7月 - 2003年9月、MBSラジオ）
- 津川友美の「遅咲きの花」（2004年5月 - 2005年4月、京都コミュニティ放送）

### 舞台
- 筒井ワールド4（1997年2月5日 - 11日、両国シアターX）
- カタロゴス〜「数」についての短編集〜「マニュアリズム」（2025年2月7日 - 11日、劇場HOPE）[4]